# Shirley (Nova York)
Shirley és una concentració de població designada pel cens dels Estats Units a l'estat de Nova York. Segons el cens del 2000 tenia 26.395 habitants.

## Demografia
Segons el cens del 2000, Shirley tenia 25.395 habitants, 7.353 habitatges, i 6.176 famílies. La densitat de població era de 881 habitants per km².
Dels 7.353 habitatges en un 47,2% hi vivien nens de menys de 18 anys, en un 64,4% hi vivien parelles casades, en un 13,8% dones solteres, i en un 16% no eren unitats familiars. En l'11,6% dels habitatges hi vivien persones soles el 3,8% de les quals corresponia a persones de 65 anys o més que vivien soles. El nombre mitjà de persones vivint en cada habitatge era de 3,43 i el nombre mitjà de persones que vivien en cada família era de 3,67.
Per edats la població es repartia de la següent manera: un 31,2% tenia menys de 18 anys, un 9,7% entre 18 i 24, un 31,9% entre 25 i 44, un 21% de 45 a 60 i un 6,3% 65 anys o més.
L'edat mediana era de 32 anys. Per cada 100 dones de 18 o més anys hi havia 96,9 homes.
La renda mediana per habitatge era de 57.294 $ i la renda mediana per família de 58.146 $. Els homes tenien una renda mediana de 41.525 $ mentre que les dones 29.701 $. La renda per capita de la població era de 18.870 $. Entorn del 5,5% de les famílies i el 7,8% de la població estaven per davall del llindar de pobresa.

## Poblacions més properes
El següent diagrama mostra les poblacions més properes.